# Erica schlechteri
Erica schlechteri är en ljungväxtart som beskrevs av Harry Bolus. Erica schlechteri ingår i släktet klockljungssläktet, och familjen ljungväxter. Inga underarter finns listade i Catalogue of Life.